# Mads Kruse Andersen
Mads Christian Kruse Andersen, danski veslač, * 25. marec 1978, Lolland.
Andersen je za Dansko nastopil na Poletnih olimpijskih igrah 2008 v Pekingu. Veslal je v danskem lahkem četvercu brez krmarja, ki je na igrah osvojil zlato medaljo. Z njim so v čolnu veslali še Thomas Ebert, Eskild Ebbesen inMorten Jørgensen.